# Marcin Pawłowski (dziennikarz)

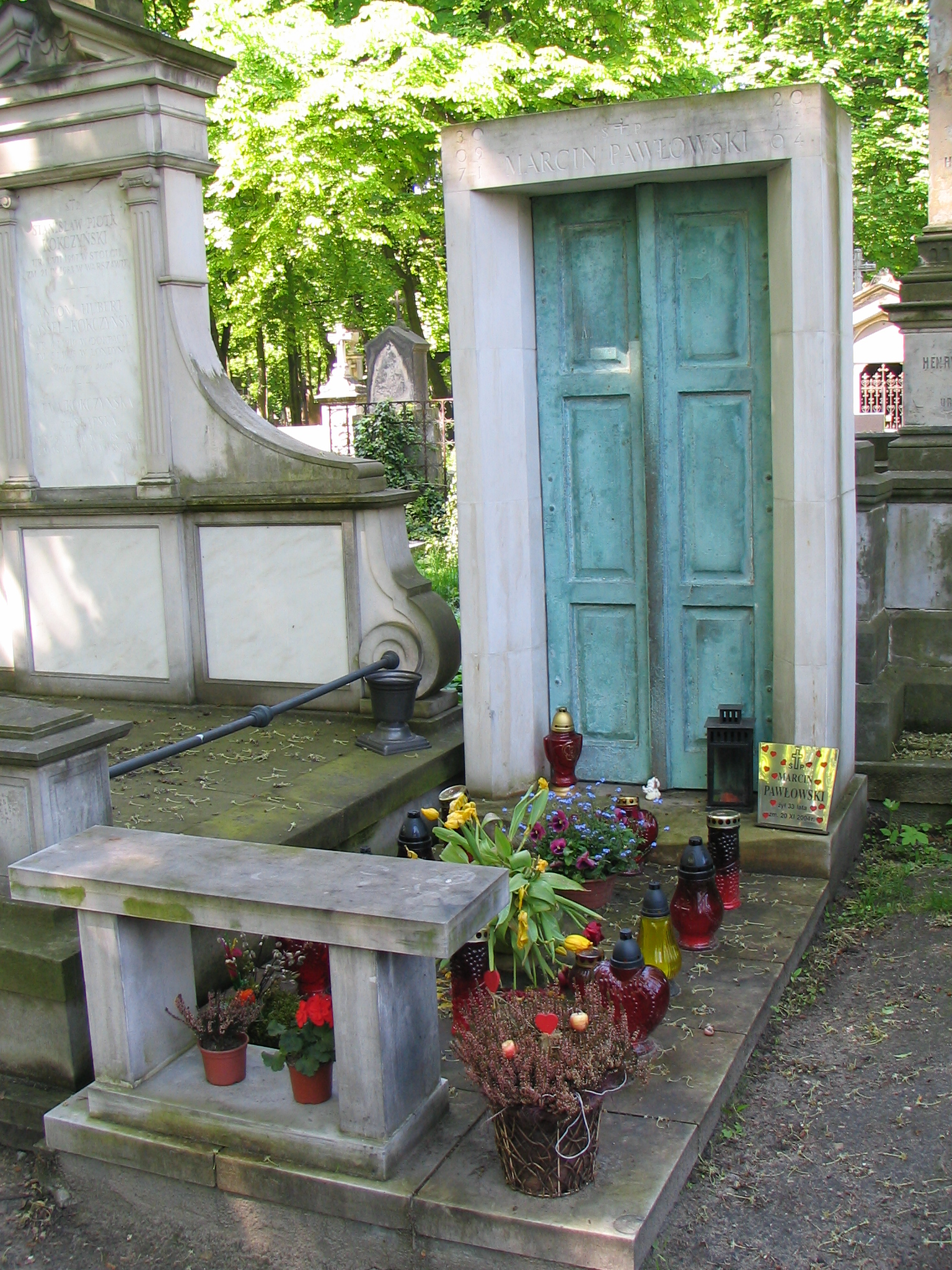
Nagrobek Marcina Pawłowskiego autorstwa Piotra Grzegorka na cmentarzu Powązkowskim, Warszawa

Marcin Pawłowski (ur. 30 września 1971 w Kielcach, zm. 20 listopada 2004 w Warszawie) – polski dziennikarz, prezenter i reporter programu informacyjnego „Fakty” w stacji telewizyjnej TVN.

## Życiorys
Urodził się jako syn Marii i Antoniego Pawłowskich. Ukończył I Liceum Ogólnokształcące im. Stefana Żeromskiego w Kielcach. Działalność dziennikarską rozpoczynał od gazetki szkolnej „Nota Bene”. Mając 19 lat pisał artykuły dla wydawanego w Kielcach „Echa Dnia”. Po studiach udzielał się w dziale sportowym gazety „Nowy Świat”, później w Radiu Kolor.
Karierę telewizyjną rozpoczął od Warszawskiego Ośrodka Telewizyjnego. Później można go było zobaczyć w 1 Programie Telewizji Polskiej, gdzie prowadził z Karoliną Korwin Piotrowską program Filmidło. W październiku 1997 rozpoczął pracę w TVN jako reporter i prowadzący „Fakty”. Zajmował się tematami politycznymi, ale również społecznymi. Prowadził również Magazyn 24 godziny w TVN24. Relacjonował m.in. pielgrzymkę do Polski papieża Jana Pawła II oraz atak terrorystyczny na USA 11 września 2001.
Od 2002 cierpiał na nowotwór złośliwy. Leczył się m.in. w Szwajcarii. Latem 2004, po dłuższej nieobecności, pojawił się kilkakrotnie jako prowadzący „Fakty”. Brał udział w próbach poprzedzających otwarcie nowego newsroomu TVN24 i „Faktów” latem 2004, a także prowadził ten ostatni program przez pierwszy tydzień po przenosinach. Ostatni raz na wizji pojawił się 10 września 2004.
24 listopada 2004 został pochowany na warszawskich Powązkach (kwatera 21-1-7). Pośmiertnie odznaczony nagrodą Dziennikarz Roku w konkursie Grand Press, przyznawaną przez polskie środowisko dziennikarskie.

## Upamiętnienie
Co roku 20 listopada, w rocznicę śmierci Pawłowskiego, „Fakty TVN” kończą się upamiętniającym go materiałem. Dodatkowo program jest tego dnia emitowany bez tyłówki (muzyki i napisów końcowych), zamiast niej kończy go ujęcie pustego fotela prezenterskiego lub plansza z portretem Pawłowskiego. Została ustanowiona Nagroda im. Marcina Pawłowskiego.